# 1426 az irodalomban
Az 1426. év az irodalomban.

## Születések
- 1426 vagy 1429 – Giovanni Pontano, a közép-olaszországi Spoletói Hercegségben született humanista, költő († 1503)